# Novella Cantarutti
Novella Cantarutti (Spilimberc, Friül-Venècia Júlia, 26 d'agost de 1920 - Udine, 20 de setembre de 2009) va ser una escriptora italiana en llengua furlana.

## Biografia
Filla d'un sindicalista socialista, va estudiar a la Universitat Catòlica de Milà i el 1952 a Roma. Va ser professora de llengua italiana a Spilimbergo i, a Udine, una membre activa del grup Risultive i de l'Academiuta da lenga furlana, amiga de Pier Paolo Passolini i Josef Marchet. Va col·laborar a les publicacions Il strolic furlan, Ce fastu? i Quaderno romanzo de Pasolini, així com en el periòdic autonomista La patrie dal Friûl.
També va recollir moltes peces de la tradició oral i va publicar diversos estudis sobre els dialectes furlans orientals carnis. Va finar a Udine el 20 de setembre del 2009.

## Obra
- Risultive,amb Bernardino Virgili i Lelo Cjanton, Udine, Edizioni Risultive, 1950.
- Puisiis, Treviso, Edizioni di Treviso, 1952.
- La femina di Marasint. Conti, Udine, Società filologica friulana, 1964.
- Scais, Udine, Tarantola-Tavoschi, 1968.
- Pagjni' seradi', Udine, Società filologica friulana, 1976.
- Oh, ce gran biela vintura! Narrativa di tradizione orale tra Meduna e Mujé, Udine, Centro studi regionali, 1986.
- In polvara e rosa. Crevaduri, scais, puisiis, Udine, Arti grafiche friulane, 1989.
- Segni sul vivo, Udine, Arti grafiche friulane, 1992.
- Bel che la di 'a discrosa li ali. 1946-1957, Pordenone, Biblioteca dell'immagine, 1994.
- La lienda dal pitour ch'al veva i voi distudâz, Montereale Valcellina, Circolo Culturale Menocchio, 1994.
- Il bal da li' fati', Montereale Valcellina, Circolo culturale Menocchio, 1997.
- Sfueis di chel âtri jeir, Udine, Società filologica friulana, 1997.
- Clusa (siepe). Poesie dal 1991 al 2004, Meduno, Circolo Culturale di Meduno, 2004.
- Raccontare di castelli in Friuli, Montereale Valcellina, Circolo Culturale Menocchio, 2006.
- Cencia sunsûr. Poesie e testi, Montereale Valcellina, Circolo culturale Menocchio, 2008.